# Anne Iversen
Anne Iversen (Dinamarca, 12 de agosto de 1923 - 6 de julio de 2015) fue una atleta danesa especializada en la prueba de salto de altura, en la que consiguió ser medallista de bronce europea en 1946.

## Carrera deportiva
En el Campeonato Europeo de Atletismo de 1946 ganó la medalla de bronce en el salto de altura, con un salto por encima de 1.57 metros, siendo superada por la francesa Anne-Marie Colchen (oro con 1.60 metros) y la soviética Aleksandra Chudina (también 1.57 metros pero en menos intentos).